# San José del Tinto
San José del Tinto är en ort i Mexiko.   Den ligger i kommunen Tanlajás och delstaten San Luis Potosí, i den centrala delen av landet, 270 km norr om huvudstaden Mexico City. San José del Tinto ligger 47 meter över havet och antalet invånare är 496.
Terrängen runt San José del Tinto är platt. Runt San José del Tinto är det ganska glesbefolkat, med 34 invånare per kvadratkilometer. Närmaste större samhälle är Nueva Primavera, 12,3 km nordväst om San José del Tinto. Omgivningarna runt San José del Tinto är en mosaik av jordbruksmark och naturlig växtlighet.